# Brazielhout

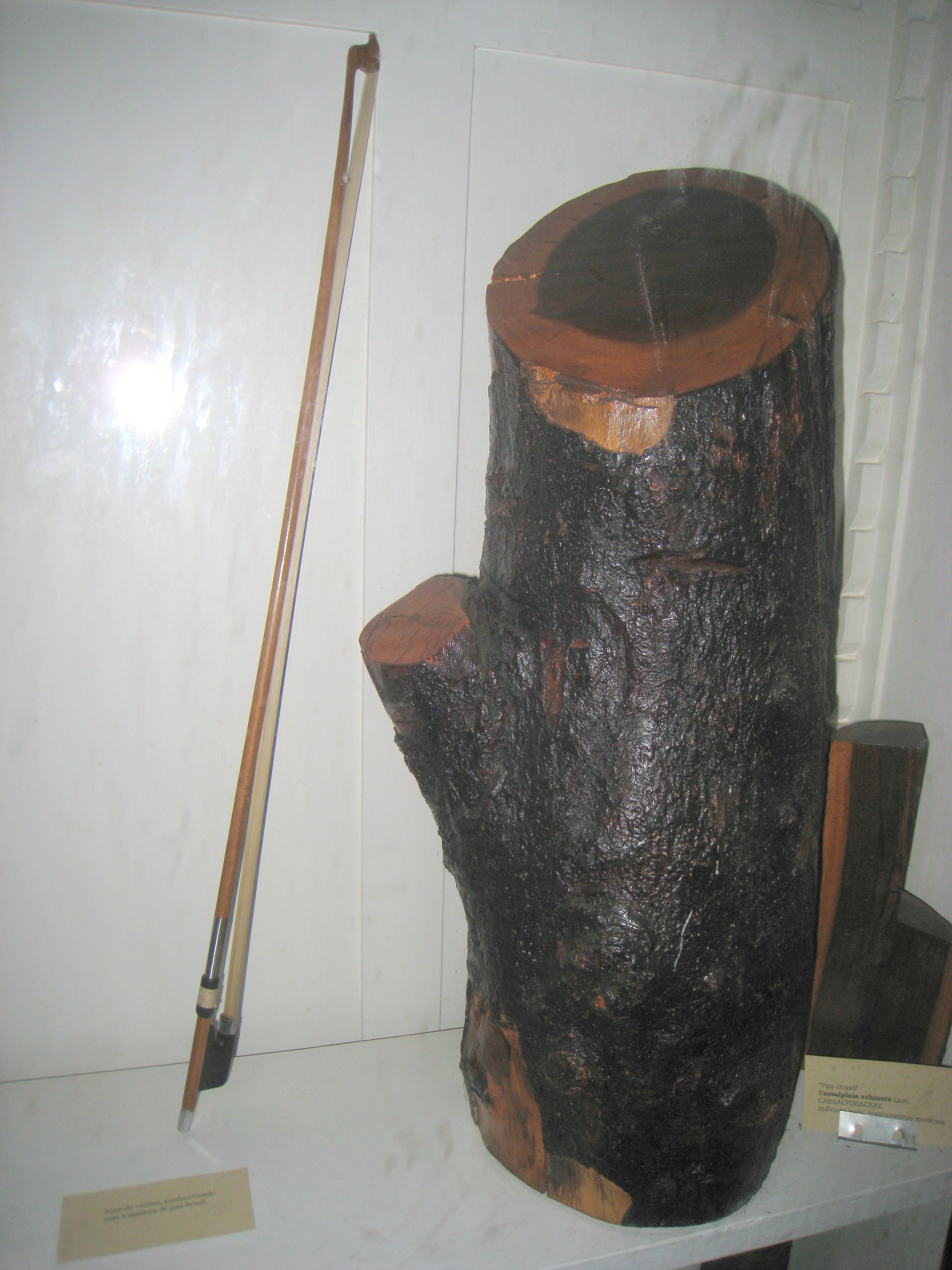
Brazielhout (pernambuco)

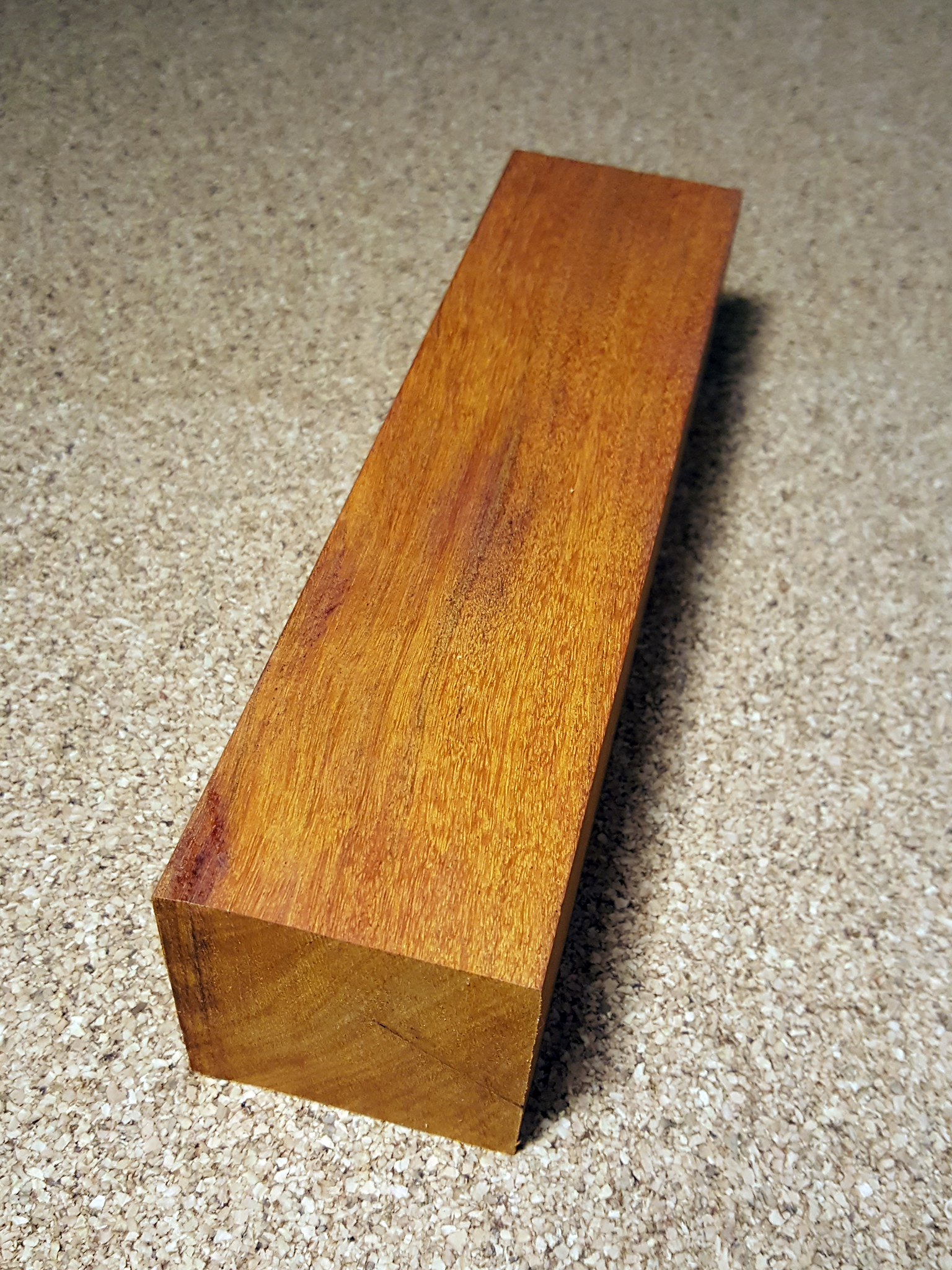
Onbewerkt pernambuco staal

Brazielhout, Portugees: pau-brasil, voorheen bresiliehout, is een houtsoort die gebruikt werd als verfhout. Het kernhout werd tot de ontwikkeling in de eerste helft van de 19e eeuw van industrieel vervaardigde oxide pigmenten in de verfindustrie gebruikt om het pigment braziel mee te produceren.
Het meest recente brazielhout is afkomstig van de in Brazilië inheemse brazielboom (Paubrasilia echinata). Het land Brazilië dankt zijn naam aan dit hout. Dit hout heet ook pernambuco (Nederlandse genormeerde naam), pernambukhout, en voorheen fernambuc genoemd naar de Braziliaanse deelstaat Pernambuco.
Het hout is oranje van kleur en verkleurt door blootstelling aan lucht en licht tot donkerrood. Pernambuco is fijn van nerf en behoort tot de heel zware loofhoutsoorten. Het is duurzaam en wordt onder andere toegepast voor strijkstokken, knoppen en grepen.
Het hout staat op de CITES II lijst, en internationale handel mag alleen met de benodigde papieren. Bestaande muziekinstrumenten zijn daarvan uitgezonderd.

## Geschiedenis (Nieuwe Wereld)
Brazielhout werd vanaf de zestiende eeuw met grote zeilschepen uit Brazilië gehaald, waar de grondgebieden waar de brazielboom groeide, eind vijftiende eeuw in opdracht van koning Emanuel I van Portugal waren veroverd. De naam Brazilië komt van de bijzondere kwaliteit van het brazielhout aldaar. Het was in Brazilië ook in vrij grote hoeveelheid beschikbaar zodat er een omvangrijke handel ontstond.
In het Rasphuis in Amsterdam moesten jonge mannelijke gevangenen van 1596 tot 1815 het hout met behulp van een acht- tot twaalfbladige raspzaag tot poeder raspen. Het rasphuis had door middel van een keur het monopolie op het raspen van brazielhout. Later werd dit malen, eerst clandestien en later legaal gedaan in zogenaamde verfmolens, waarvan de eerste de Braziliëmolen heette. Dit poeder werd aan de verfindustrie geleverd, waar het door vermenging met water, oxidatie en inkoken, werd omgezet in een pigment, braziel. Dit werd onder meer gebruikt als textielverf.
Mogelijk hebben ook de Inca's in Peru en de Maya en de Azteken in Centraal-Amerika al brazielhout gebruikt.

## Het eerdere brazielhout (Oude Wereld)
Keizer Herakleios van het Byzantijnse Rijk, de voortzetting van het Romeinse Rijk in de oostelijke provincies, heeft al melding gemaakt van het gebruik van een houtsoort, die door de Venetiërs via de zijderoute uit de regio van India, uit Indië naar Europa geïmporteerd. Er werd in het Oudengels in de 12e eeuw al over brasil gesproken, dat tegenwoordig ook met brazielhout wordt aangeduid. Dit betreft uiteraard hout dat geleverd werd door een andere soort: het had met het latere brazielhout gemeen dat het geschikt was als verfhout, en gebruik ervan resulteerde in een vergelijkbare kleur.